# Nikolay Tatarinov
Nikolay Tatarinov (em russo:  Николай Матвеевич Татаринов; Leningrado, 14 de dezembro de 1927 – São Petersburgo, 29 de maio de 2017) foi um pentatleta soviético medalhista olímpico. 

## Carreira
Nikolay Tatarinov representou seu país nos Jogos Olímpicos de 1960, na qual conquistou a medalha de prata, por equipes, em 1960. 